# Cicurina varians
Cicurina varians là một loài nhện trong họ Dictynidae.
Loài này thuộc chi Cicurina. Cicurina varians được Willis J. Gertsch & Mulaik miêu tả năm 1940.